# Wolfgang Welsch
Wolfgang Welsch (ur. 17 października 1946) – niemiecki filozof i historyk sztuki; jeden z czołowych teoretyków postmodernizmu.

## Działalność
Był pracownikiem uniwersytetów w Bambergu, Magdeburgu i Jenie, gdzie pracuje obecnie. Gościnnie wykładał m.in. w Berlinie, Ulm i na Stanford University.
Komentuje, publikuje i popularyzuje prace innych teoretyków postmodernizmu, dlatego też bywa nazywany "encyklopedystą postmodernizmu". Równolegle do tego podejmuje własną refleksję teoretyczną nad kluczowymi problemami teoretycznymi współczesnej kultury. Podejmuje klasyczne pojęcia filozoficzne i rozpatruje je z punktu widzenia filozofii najnowszej, ze szczególnym uwzględnieniem Jean-François Lyotarda. 

## Wybrane koncepcje
- Podkreśla konieczność pogodzenia kategorii racjonalizmu z postmodernizmem.
- Zastanawia się nad napięciem między sferą tego, co rzeczywiste a tego, co wirtualne, podkreślając konieczność silnego doświadczenia rzeczywistości, którego wcale nie wyklucza potęga wirtualności.
- Estetyzacja rzeczywistości: myślenie estetyczne rozciąga się już na całą rzeczywistość, która ulega gruntownemu przetworzeniu estetycznemu, w związku z czym postrzeganie jej staje się procesem (czy doświadczeniem) estetycznym. Jego odwrotnością, stanowiącą jednak immanentną część estetyzacji jako takiej, stanowi anestetyzacja czyli narastające otępienie na bodźce estetyczne.
- Pochodzenie filozofii postmodernistycznej z ducha sztuki modernistycznej.
- Sztuka jako model do opisu rzeczywistości.
- Transkulturowość jako koncepcja adekwatna do opisu współczesnego stanu kultury i jako odpowiedź Welscha na niedostatki i niebezpieczeństwa pojęcia multikulturowości.

## Wybrane publikacje
Autor:
- Aisthesis. Grundzüge und Perspektiven der Aristotelischen Sinneslehre, Stuttgart, 1987
- Unsere postmoderne Moderne, Weinheim, 1987
- Ästhetisches Denken, Stuttgart, 1990,
- La terra e l'opera d'arte. Heidegger e il Crepusculo di Michelangelo, Ferrara, 1991)
- Vernunft. Die zeitgenössische Vernunftkritik und das Konzept der transversalen Vernunft, Frankfurt am Main, 1995
- Grenzgänge der Ästhetik, Stuttgart, 1996
- Undoing Aesthetics, Londyn, 1997
- Aesthetics and Beyond, Changohun (Chiny), 2004

Współautor i redaktor:
- Wege aus der Moderne. Schlüsseltexte der Postmoderne-Diskussion, Weinheim, 1988
- Die Aktualität des Ästhetischen, Monachium, 1993
- Ästhetik im Widerstreit. Interventionen zum Werk von Jean-François Lyotard, Weinheim, 1991
- Medien - Welten - Wirklichkeiten, Monachium, 1998
- Das Interesse des Denkens - Hegel in heutiger Sicht, Monachium, 2003

## Tłumaczenia na j. polski
- Estetyka i anestetyka, [w:] Postmodernizm. Antologia przekładów, red. Ryszard Nycz, Kraków 1998
- Nasza postmodernistyczna moderna, przeł. Roman Kubicki, Anna Zeidler-Janiszewska, Wydawnictwo Oficyna Naukowa, Warszawa 1998.
- Narodziny filozofii postmodernistycznej z ducha sztuki modernistycznej, [w:] Odkrywanie modernizmu, red. Ryszard Nycz, Kraków 2004
- Estetyka poza estetyką. O nową postać estetyki, przeł. Katarzyna Guczalska, red. naukowa Krystyna Wilkoszewska, Kraków 2005.